# Oedura coggeri
Oedura coggeri (плямистий оксамитовий гекон) — вид геконоподібних ящірок родини диплодактилідів (Diplodactylidae). Ендемік Австралії. Вид названий на честь австралійського герпетолога Гарольда Коггера.

## Поширення й екологія
Плямисті оксамитові гекони мешкають на південному сході півострова Кейп-Йорк у штаті Квінсленд, на південь до Національного парку Блекбрес та на південний схід до Палуми. Вони живуть у сухих тропічних лісах, серед гранітних і базальтових скель.